# Giry (Francja)
Giry to miejscowość i gmina we Francji, w regionie Burgundia-Franche-Comté, w departamencie Nièvre.
Według danych na rok 1990 gminę zamieszkiwało 197 osób, a gęstość zaludnienia wynosiła 8 osób/km² (wśród 2044 gmin Burgundii Giry plasuje się na 714. miejscu pod względem liczby ludności, natomiast pod względem powierzchni na miejscu 298.).